# Richtingsafgeleide
In de analyse is de richtingsafgeleide van een functie van meer variabelen een generalisatie van het begrip partiële afgeleide, waarvan de richting altijd langs een van de coördinaatassen ligt. De richtingsafgeleide breidt dit uit naar een willekeurige richting. De richtingsafgeleide is dus de verandering van de functie in een bepaalde richting.
Bij een differentieerbare functie {\displaystyle f(\mathbf {x} )=f(x_{1},x_{2},\ldots ,x_{n})} is in het punt {\displaystyle \mathbf {a} =(a_{1},a_{2},\ldots ,a_{n})} de richtingsafgeleide van {\displaystyle f} volgens een vector {\displaystyle \mathbf {v} =(v_{1},\ldots ,v_{n})} gedefinieerd als de limiet:
{\displaystyle D_{\mathbf {v} }f(\mathbf {a} )=\lim _{h\to 0}{\frac {f(\mathbf {a} +h\mathbf {v} )-f(\mathbf {a} )}{h}}}
Meestal wordt de definitie aangescherpt door van {\displaystyle \mathbf {v} } te eisen dat het een eenheidsvector is. Uit een willekeurige vector kan een eenheidsvector worden afgeleid door deze te normeren. De aanscherping zorgt ervoor dat alleen de richting van {\displaystyle \mathbf {v} } relevant is, maar niet de norm.
De berekening gebeurt in de praktijk als het inwendige product van de gradiënt {\displaystyle \nabla f(\mathbf {a} )} en de vector {\displaystyle \mathbf {v} }:
{\displaystyle D_{\mathbf {v} }f(\mathbf {a} )=\nabla f(\mathbf {a} )\cdot \mathbf {v} }
De richtingsafgeleide is het grootst in de richting van de gradiënt. Als de richtingsafgeleide op deze manier is berekend en de vector {\displaystyle \mathbf {v} } een norm van 1 heeft, wordt de grootste waarde bereikt als de hoek tussen {\displaystyle \nabla f(\mathbf {a} )} en {\displaystyle \mathbf {v} } gelijk aan 0 is. De richtingsafgeleide in de richting van de positieve {\displaystyle x}-as is gelijk aan de partiële afgeleide naar {\displaystyle x} en is in de richting van de negatieve {\displaystyle x}-as gelijk aan –1 maal de partiële afgeleide naar {\displaystyle x}. Dit geldt zo ook voor de andere variabelen van de gebruikte functie.

## Voorbeeld
Gegeven de functie
{\displaystyle f(x,y)=xy}
Gevraagd de richtingsafgeleide langs de eenheidsvector
{\displaystyle \mathbf {v} =({\tfrac {1}{2}}{\sqrt {2}},{\tfrac {1}{2}}{\sqrt {2}})}
Oplossing: de gradiënt van de functie {\displaystyle f} is
{\displaystyle \nabla f(x,y)=(y,x)}
Hieruit volgt de gevraagde richtingsafgeleide
{\displaystyle D_{\mathbf {v} }f(x,y)=\nabla f(x,y)\cdot \mathbf {v} ={\tfrac {1}{2}}{\sqrt {2}}\ (x+y)}